# Floresta do Congo

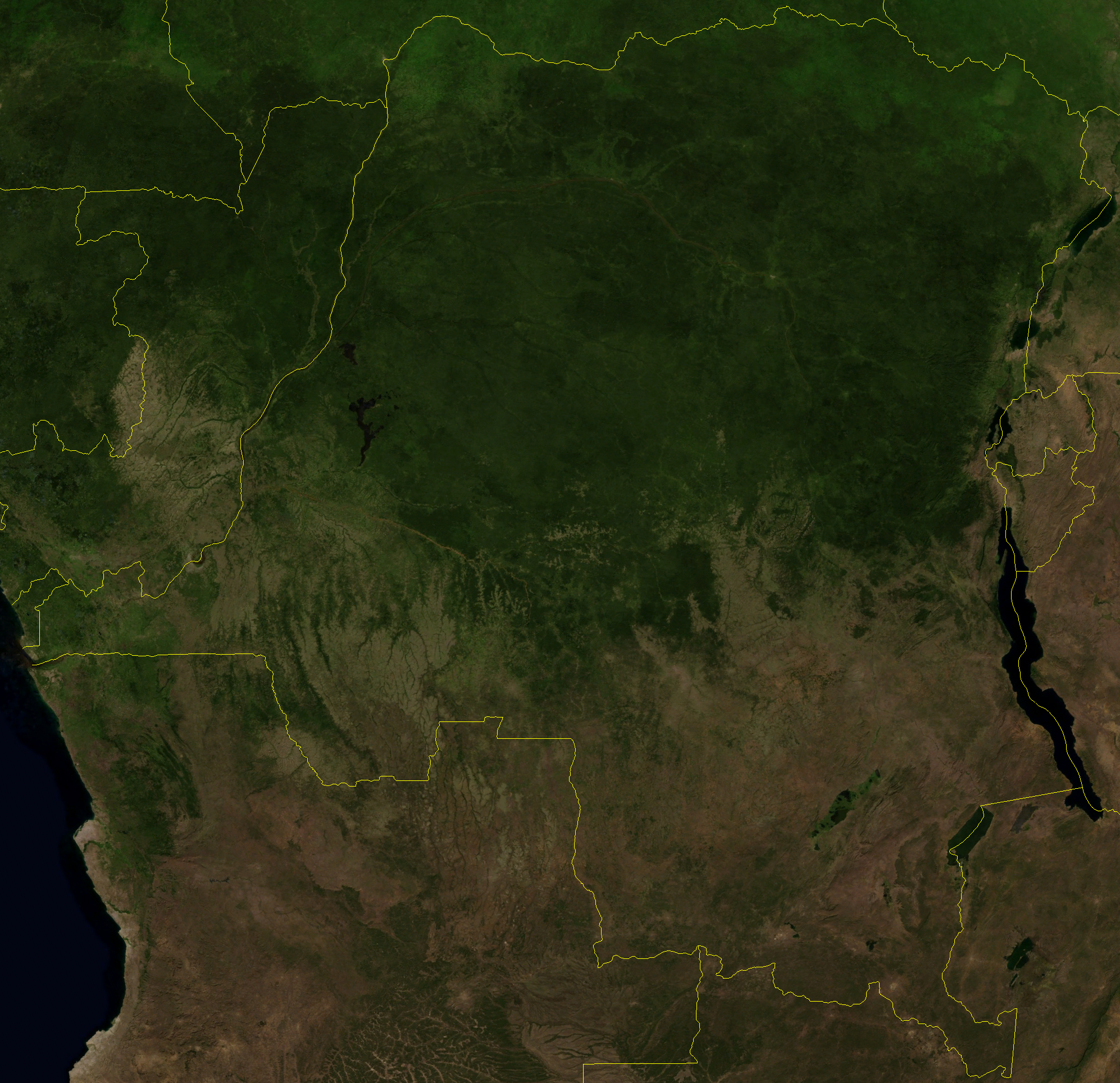
Imagem de satélite da República Democrática do Congo com a Floresta do Congo ao centro e ao norte.

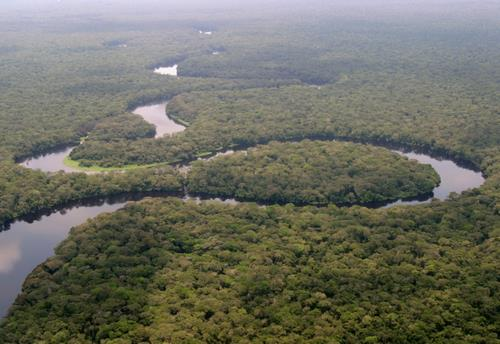
Vista aérea da Floresta do Congo no Parque Nacional de Salonga, na República Democrática do Congo.

A Floresta do Congo, também conhecida como Selva do Congo, é uma floresta ombrófila tropical úmida que se estende por toda a planície da bacia do rio Congo e pelos seus afluentes na África Central.
A Floresta do Congo abrange uma gigantesca região da África Central que inclui o norte e o centro da República Democrática do Congo (Congo-Kinshasa), a República do Congo (Congo-Brazzaville), o Gabão, a Guiné Equatorial (região de Rio Muni), o sudeste dos Camarões e parte da região sul da República Centro-Africana.
Para o norte e para o sul, ocorre a transição com o seco mosaico de florestas de savana da África, sendo este composto por florestas secas, savanas e pradarias. Para o oeste, ocorre a transição com as baixas florestas costeiras da Guiné, que se estendem do oeste do Gabão e dos Camarões até o sul da Nigéria e do Benim. A Floresta do Congo e as florestas costeiras da Guiné compartilham muitas semelhanças entre si. Para o leste, ocorre a transição com as altas florestas montanhosas do Rifte Albertino, que é uma cadeia de montanhas que compõe o Rift do Leste Africano.
As Florestas do Congo são classificadas como uma ecorregião de conservação prioritária, de acordo com a lista Global 200 publicada pelo WWF.
A floresta tropical do Congo é a segunda maior floresta tropical do mundo, cobrindo 1.800.000 km² em seis países, e contendo um quarto das florestas tropicais remanescentes no mundo.

## Galeria

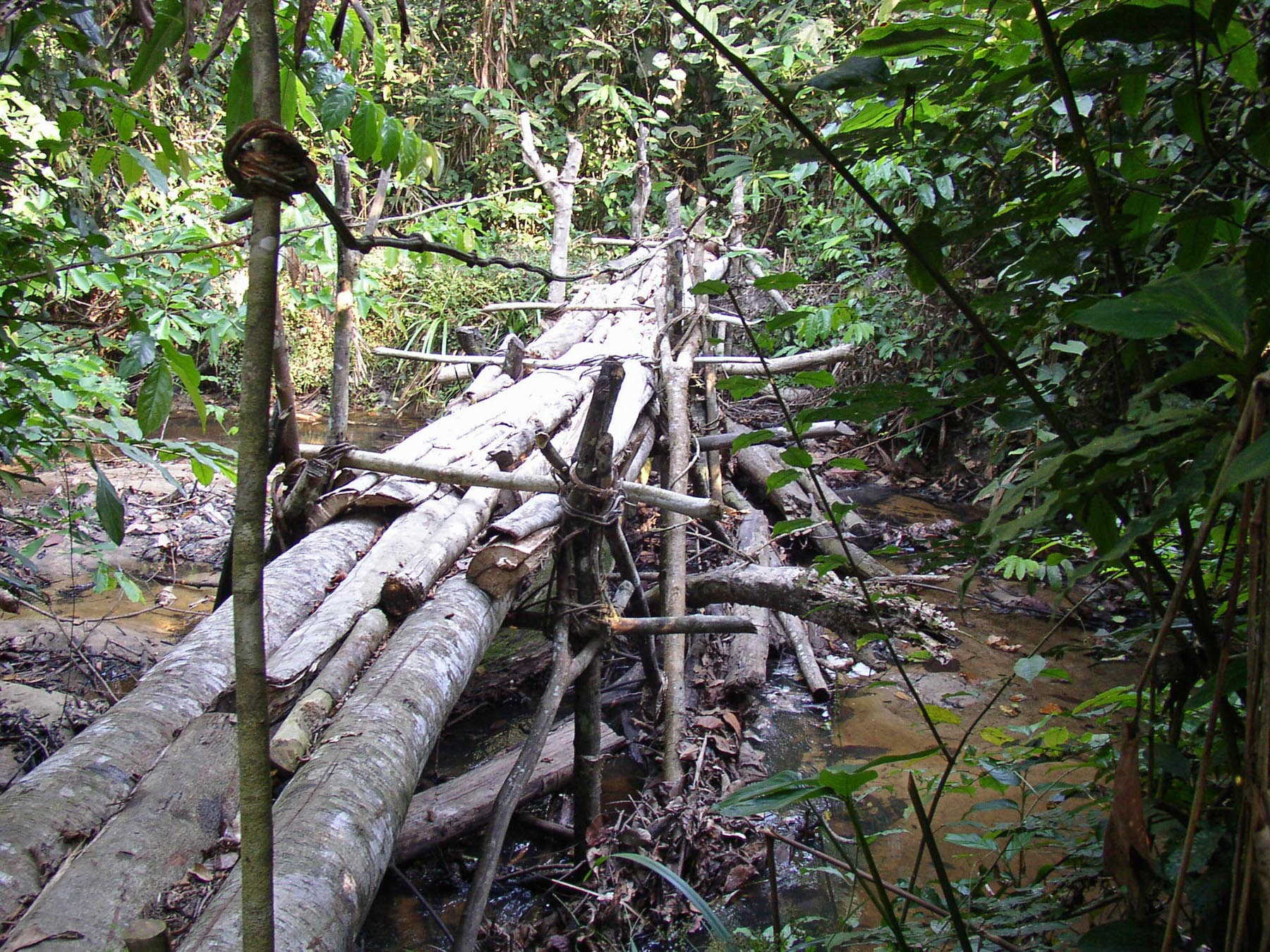
O interior da Floresta do Congo na Reserva de Fauna dos Ocapis, no nordeste da República Democrática do Congo.
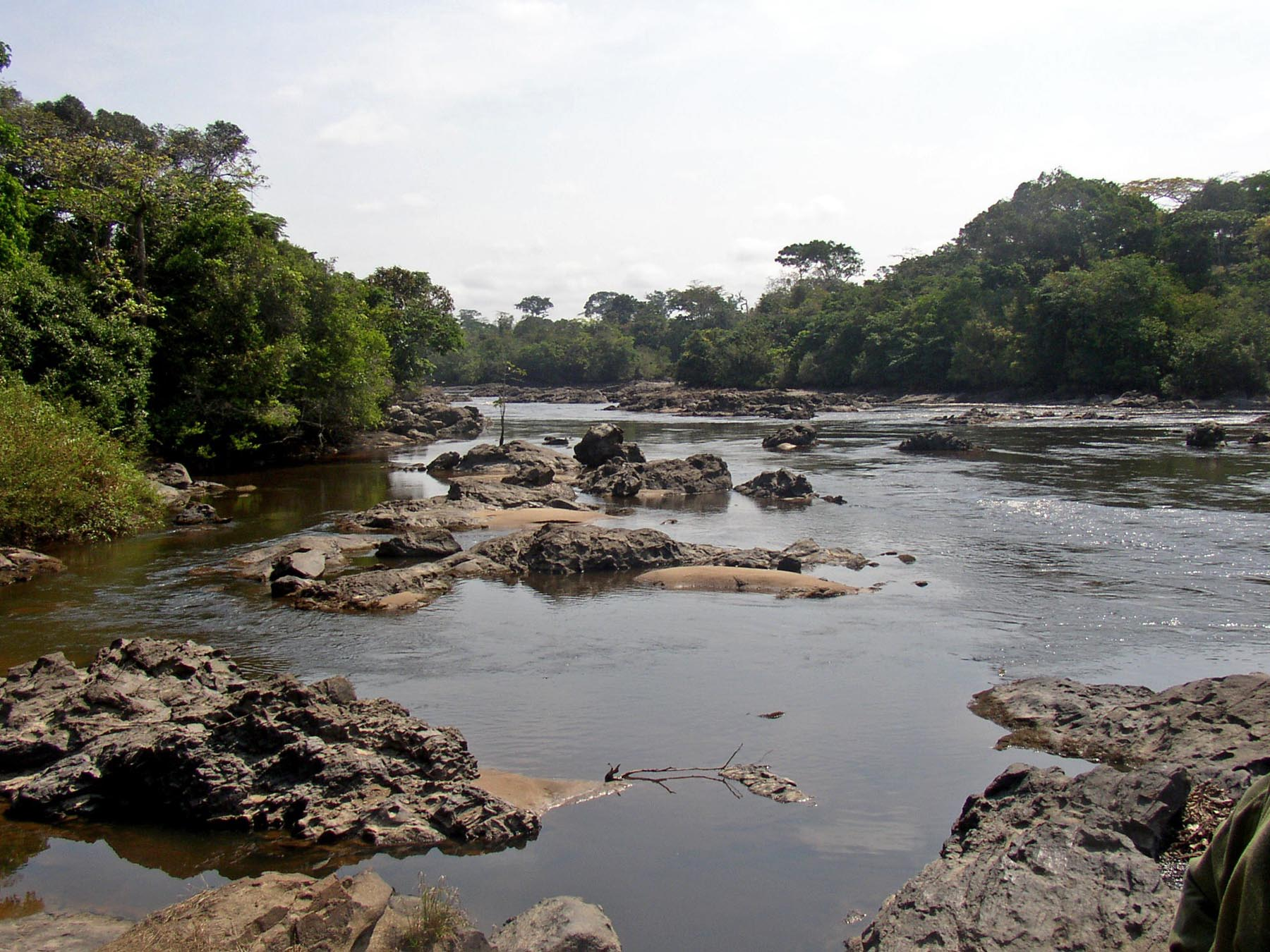
O Rio Epulu dentro da Reserva de Fauna dos Ocapis, no nordeste da República Democrática do Congo.
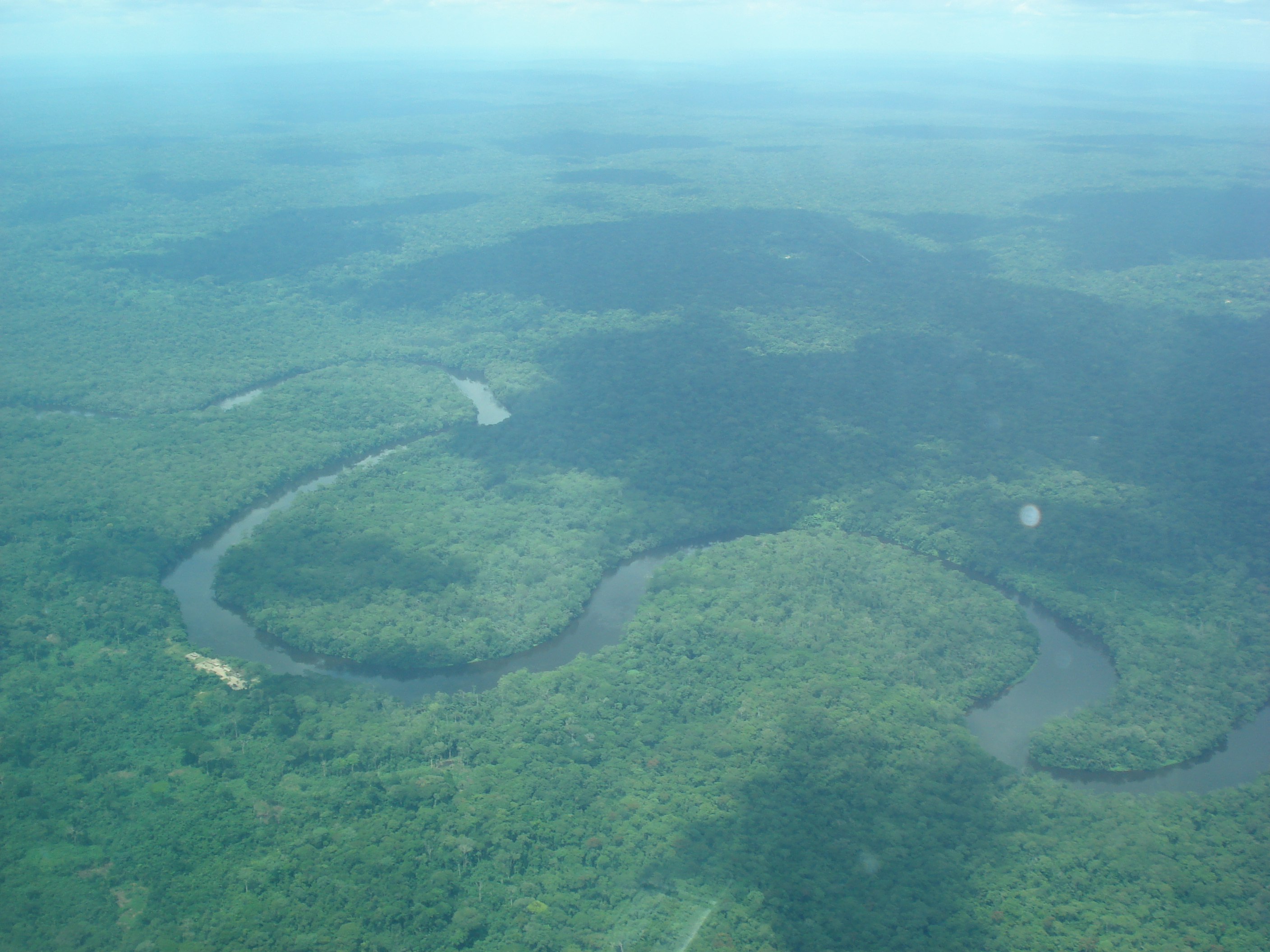
Vista aérea do Rio Lukenie na região central da República Democrática do Congo.
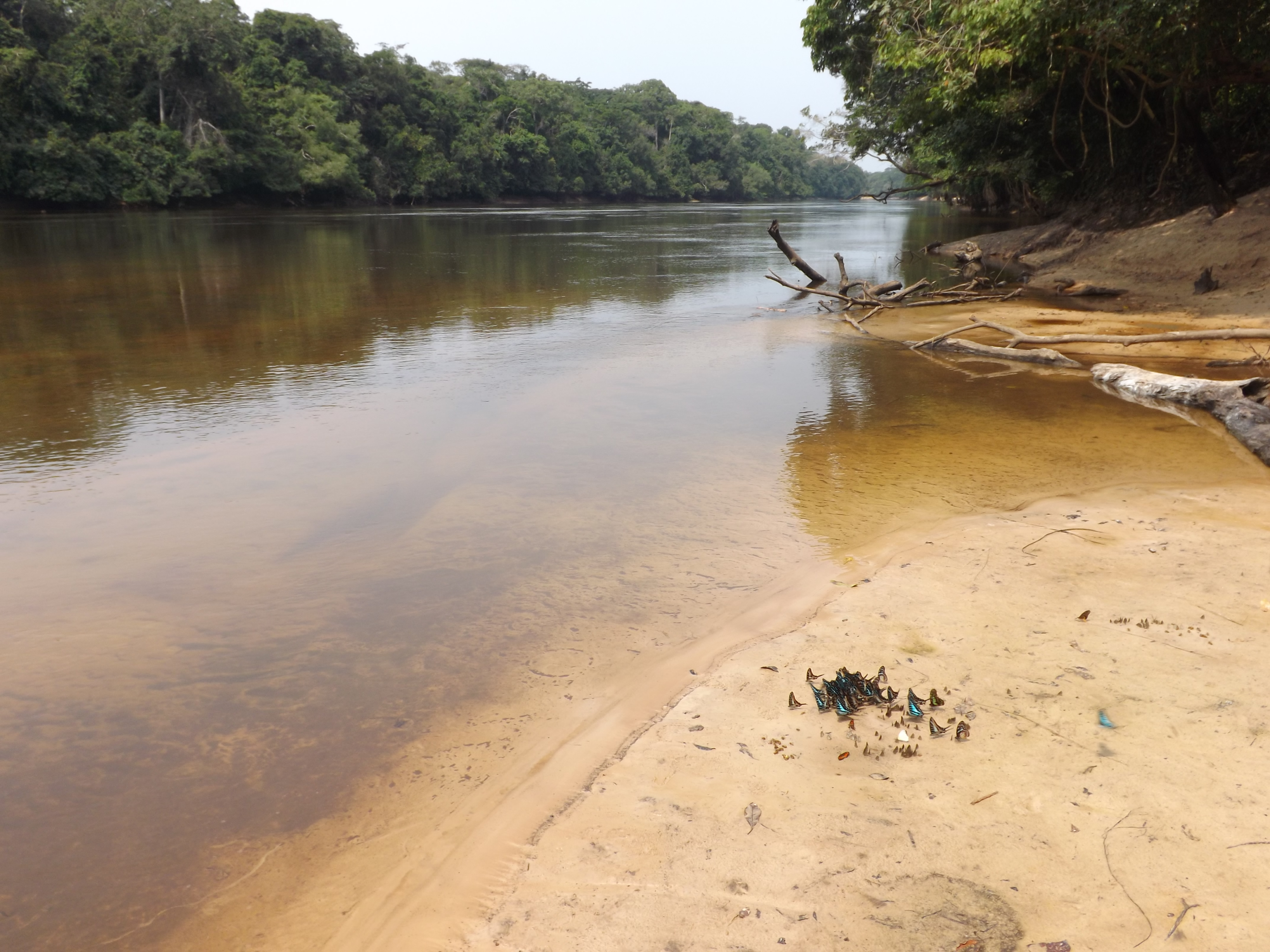
O Rio Lomami no interior da República Democrática do Congo.
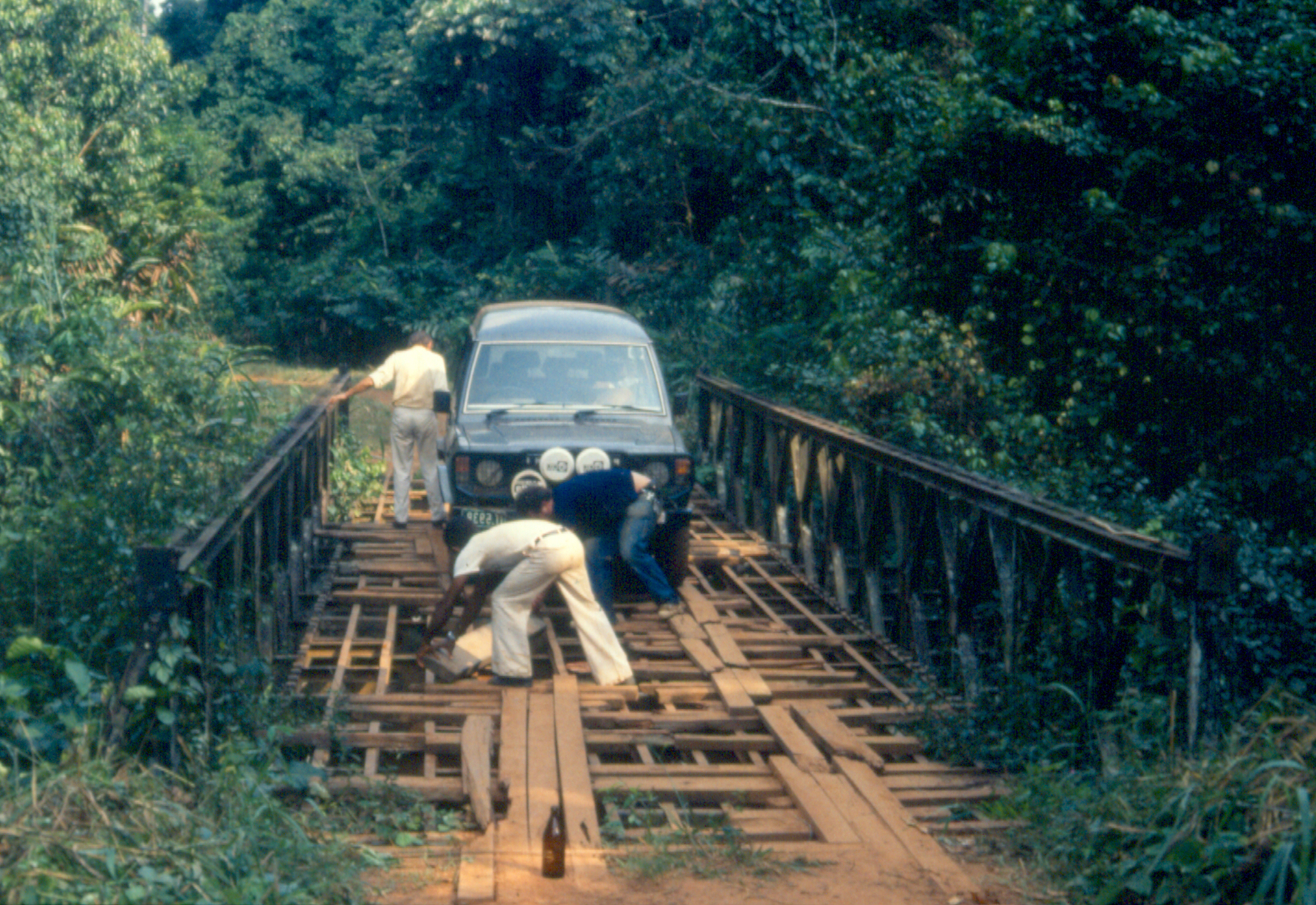
A Selva do Congo na estrada que liga Ubundu a Kisangani, na República Democrática do Congo.
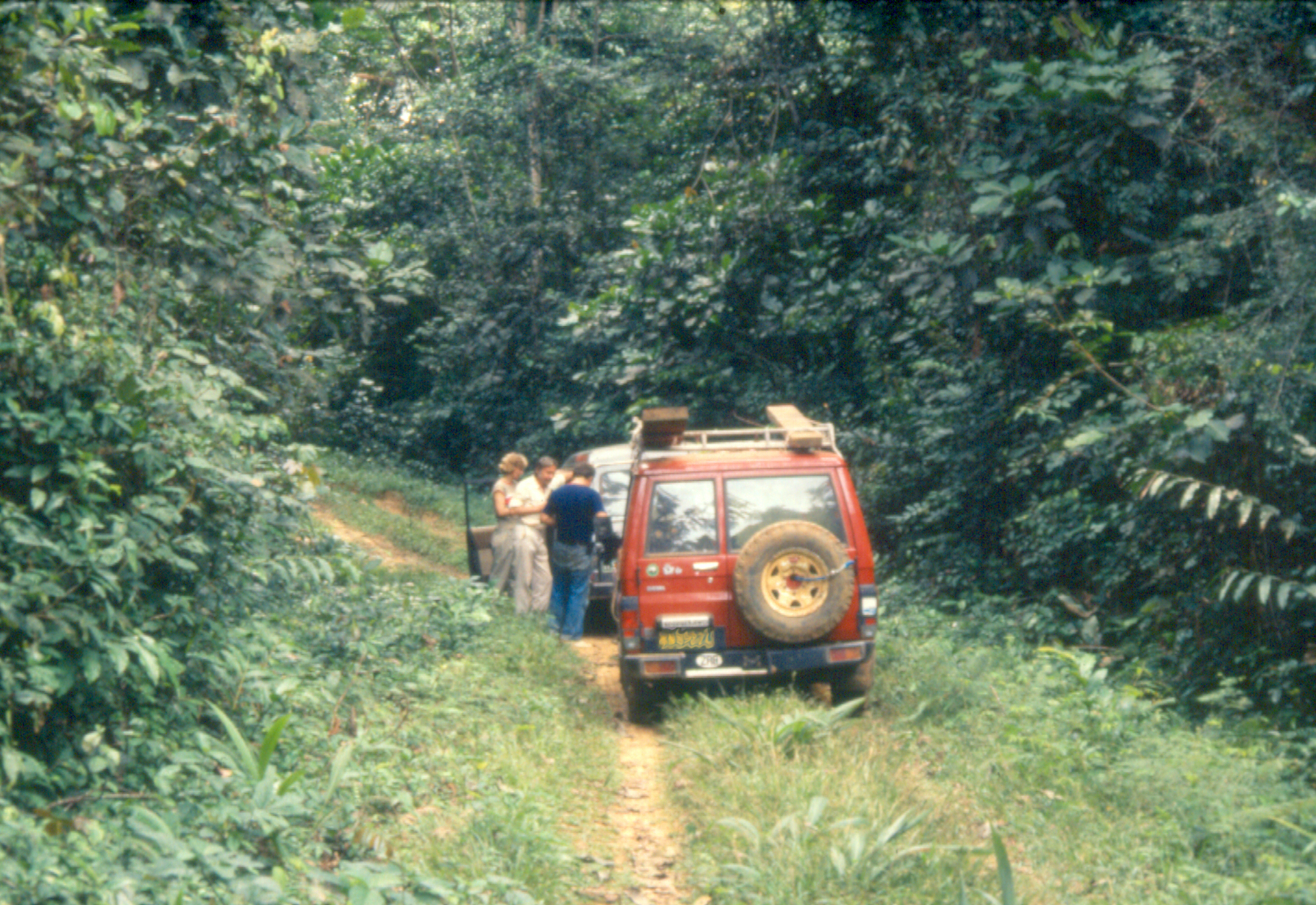
A Selva do Congo na estrada que liga Ubundu a Kisangani, na República Democrática do Congo.